# Steven L. Sears
Steven Lee Sears (geboren am 23. Dezember 1957 in Fort Gordon) ist ein amerikanischer Drehbuchautor und Filmproduzent.

## Leben
Nach seinem Abschluss als Bachelor in Theaterwissenschaften im Jahre 1980 an der Florida State University plante er zunächst eine Karriere als Schauspieler, ab 1984 arbeitete er dann jedoch als Autor für verschiedene Fernsehserien, unter anderem Das A-Team, Highwayman und Walker, Texas Ranger.
Größere Bekanntheit erreichte er ab 1995 als Autor und Co-Produzent der Fantasy-Serie Xena. Außerdem war er an der Entwicklung der Serie Sheena – Königin des Dschungels beteiligt.
Er ist Gründer und Eigentümer der Produktionsgesellschaft Pondalee Productions.